# St. Louis Rams 2008
La stagione 2007 dei St. Louis Rams è stata la 71ª della franchigia nella National Football League e la 14ª a St. Louis, Missouri La squadra terminò all'ultimo posto della division con un record di 2-14, mancando i playoff per il terzo anno consecutivo. Dopo avere perso le prime quattro partite, Scott Linehan fu licenziato e sostituito ad interim da Jim Haslett

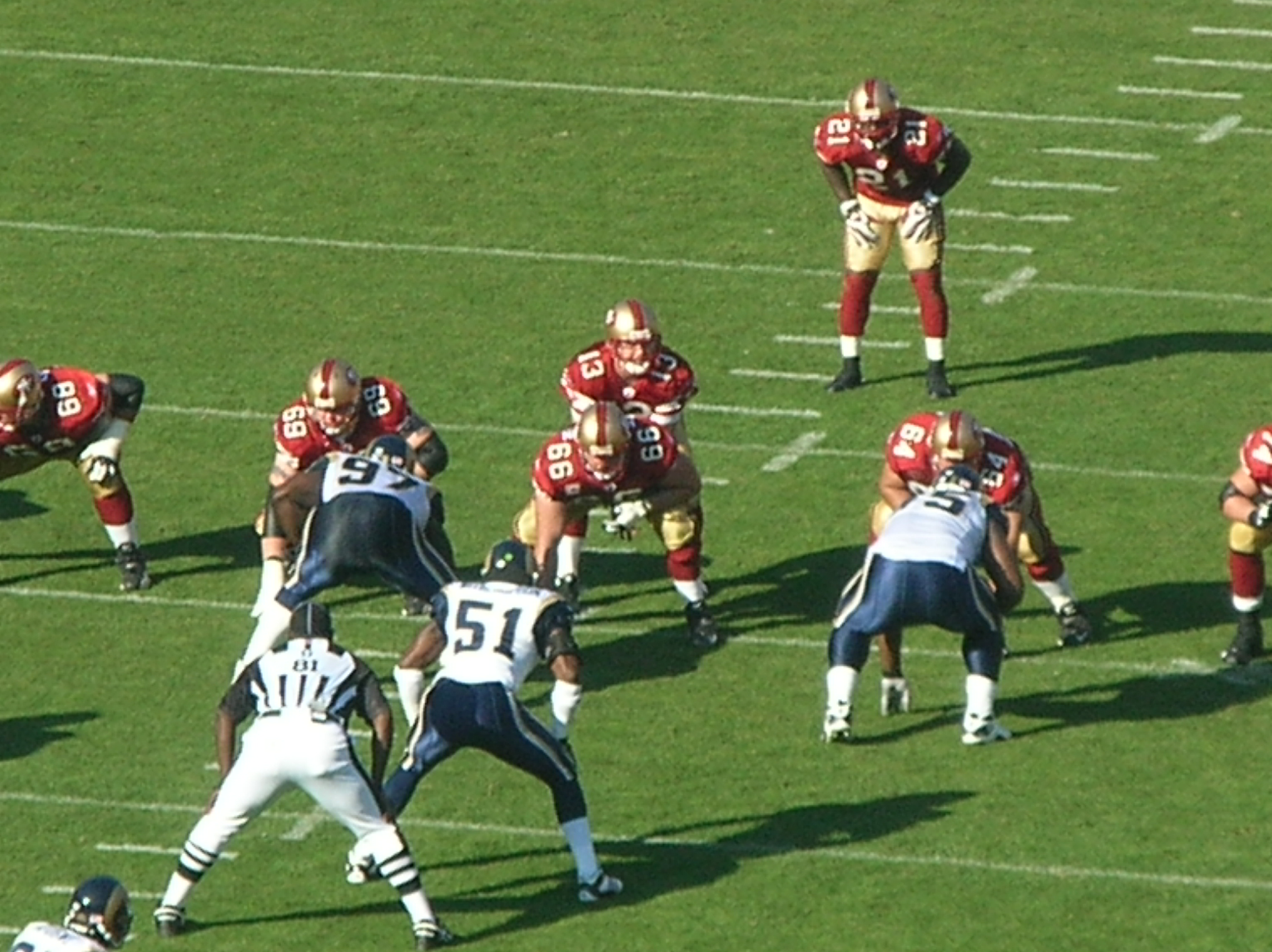
La gara contro San Francisco del 16 novembre 2008

## Scelte nel Draft 2008
| Scelte dei Rams nel Draft 2007 |        |                   |       |              |
| Giro                           | Scelta | Giocatore         | Ruolo | College      |
| 1                              | 2      | Chris Long        | DE    | Virginia     |
| 2                              | 33     | Donnie Avery      | WR    | Houston      |
| 3                              | 65     | John Greco        | OT    | Toledo       |
| 4                              | 101    | Justin King       | CB    | Penn State   |
| 4                              | 128    | Keenan Burton     | WR    | Kentucky     |
| 5                              | 157    | Roy Schuening     | OG    | Oregon State |
| 7                              | 228    | Chris Chamberlain | LB    | Tulsa        |
| 7                              | 252    | David Vobora      | LB    | Idaho        |

## Calendario
| Stagione regolare |                         |                    |                    |                               |                                                        |
| Turno             | Avversario              | Risultati          | Risultati          | Stadio                        | Sintesi                                                |
| Turno             | Avversario              | Punteggio          | Record             | Stadio                        | Sintesi                                                |
| 1                 | at Philadelphia Eagles  | S 3–38             | 0–1                | Lincoln Financial Field       | Recap                                                  |
| 2                 | New York Giants         | S 13–41            | 0–2                | Edward Jones Dome             | Recap                                                  |
| 3                 | at Seattle Seahawks     | S 13–37            | 0–3                | Qwest Field                   | Recap                                                  |
| 4                 | Buffalo Bills           | S 14–31            | 0–4                | Edward Jones Dome             | Recap                                                  |
| 5                 | Settimana di pausa      | Settimana di pausa | Settimana di pausa | Settimana di pausa            | Settimana di pausa                                     |
| 6                 | at Washington Redskins  | V 19–17            | 1–4                | FedExField                    | Recap                                                  |
| 7                 | Dallas Cowboys          | V 34–14            | 2–4                | Edward Jones Dome             | Recap                                                  |
| 8                 | at New England Patriots | S 16–23            | 2–5                | Gillette Stadium              | Recap                                                  |
| 9                 | Arizona Cardinals       | S 13–34            | 2–6                | Edward Jones Dome             | Recap                                                  |
| 10                | at New York Jets        | S 3–47             | 2–7                | Giants Stadium                | Recap                                                  |
| 11                | at San Francisco 49ers  | S 16–35            | 2–8                | Candlestick Park              | Recap                                                  |
| 12                | Chicago Bears           | S 3–27             | 2–9                | Edward Jones Dome             | Recap                                                  |
| 13                | Miami Dolphins          | S 12–16            | 2–10               | Edward Jones Dome             | http://scores.espn.go.com/nfl/boxscore?gameId281123015 |
| 14                | at Arizona Cardinals    | S 10–34            | 2–11               | University of Phoenix Stadium | Recap                                                  |
| 15                | Seattle Seahawks        | S 20–23            | 2–12               | Edward Jones Dome             | Recap                                                  |
| 16                | San Francisco 49ers     | S 16–17            | 2–13               | Edward Jones Dome             | Recap                                                  |
| 17                | at Atlanta Falcons      | S 27–31            | 2–14               | Georgia Dome                  | Recap                                                  |

## Classifiche
| NFC West              |   |    |   |      |     |      |     |     |     |
|                       | V | S  | P | %    | DIV | CONF | PF  | PS  | STR |
| (4) Arizona Cardinals | 9 | 7  | 0 | .563 | 6–0 | 7–5  | 427 | 426 | V1  |
| San Francisco 49ers   | 7 | 9  | 0 | .438 | 3–3 | 5–7  | 339 | 381 | V2  |
| Seattle Seahawks      | 4 | 12 | 0 | .250 | 3–3 | 3–9  | 294 | 392 | S1  |
| St. Louis Rams        | 2 | 14 | 0 | .125 | 0–6 | 2–10 | 232 | 465 | S10 |